# 国民健康保険税
| 公費負担医療給付                      | 公費負担医療給付                  | 公費負担医療給付   | 3兆1222億円（007.3%）  |
| 後期高齢者医療給付                    | 後期高齢者医療給付                | 後期高齢者医療給付 | 15兆2868億円（035.3%） |
| 医療保険等給付 19兆3653億円 （45.1%） | 被用者保険 10兆2934億円 （24.0%） | 協会けんぽ         | 5兆7040億円（013.3%）  |
| 医療保険等給付 19兆3653億円 （45.1%） | 被用者保険 10兆2934億円 （24.0%） | 健康保険組合       | 3兆5259億円（008.2%）  |
| 医療保険等給付 19兆3653億円 （45.1%） | 被用者保険 10兆2934億円 （24.0%） | 船員保険           | 184億円（000.0%）      |
| 医療保険等給付 19兆3653億円 （45.1%） | 被用者保険 10兆2934億円 （24.0%） | 共済組合           | 1兆0450億円（002.4%）  |
| 医療保険等給付 19兆3653億円 （45.1%） | 国民健康保険                      | 国民健康保険       | 8兆7628億円（020.4%）  |
| 医療保険等給付 19兆3653億円 （45.1%） | その他労災など                    | その他労災など     | 3091億円（000.7%）     |
| 患者等負担                            | 患者等負担                        | 患者等負担         | 5兆1922億円（012.2%）  |
| 総額                                  | 総額                              | 総額               | 42兆9665億円（100.0%） |

国民健康保険税（こくみんけんこうほけんぜい）とは、国民健康保険を行う市町村が、国民健康保険に要する費用に充てることを目的として、被保険者の属する世帯の世帯主に対し課する税金であり（地方税法703条の4）、分類上は地方税、直接税、目的税に該当する。一方、市町村が地方税法の規定によらず保険料を徴収する場合や、国民健康保険組合が保険料を徴収する場合は、国民健康保険料と呼ぶ。

## 税方式・料方式
- 国民健康保険制度に要する費用の徴収方式として国民健康保険法第76条では、保険料方式を定めており、保険税方式は例外である。だが、実態は、大半の地方公共団体で保険税方式を採用している。これは保険税方式を採用した方が、徴収権の時効が長くなることや、滞納処分の優先順位が高くなる等の理由からである。ただし保険税方式を採用している自治体であっても、納税者向けの納付書類では「保険料」と称している事がある。
- 医療分に加え、後期高齢者支援分の額が含まれる。
- 40歳から64歳の者は、介護保険料に相当する額が、介護分として国民健康保険税額に含まれる。
- 75歳以上の者（65歳以上75歳未満の者にあっては、政令で定める程度の障害の状態にある旨の当該後期高齢者医療広域連合の認定を受けた者）は、適用除外に該当しなければ後期高齢者医療保険に切り替わる（高齢者の医療の確保に関する法律50条、51条）。

## 納税義務者
- 国民健康保険税は世帯を単位とし、世帯主が納付義務者になる。 世帯主が被保険者で無い場合も、世帯主が納税義務者（擬制世帯主）となる（ただし賦課算定の数値からは外れる）。

## 賦課方式
- 賦課方式には、市町村によって異なり、主に4方式（所得割・資産割・被保険者均等割・世帯平等割）・3方式（所得割・被保険者均等割・世帯平等割）･2方式（所得割・被保険者均等割）がある。
- 加入者のうち、40歳から64歳の者は、介護保険の第2号被保険者に該当することから、別途、介護分が加算される。

## 賦課数値の決定
- 国民健康保険の運営については、市町村に国民健康保険運営協議会が設置されており、原則として国民健康保険運営協議会の答申に基づいて市町村の条例で決定される。

## 徴収方法
市町村により異なるが、口座振替等により納付する方法が一般的である。なお公的年金受給者については、2008年（平成20年）から開始された後期高齢者医療制度の創設に伴い、特別徴収による公的年金から天引き納付となる。
但し、口座振替による納付を希望する場合には、申請により口座振替に切換えることが可能である。

## 各自治体の保険税（料）額（年額）の例

### 医療分
以下は2020年度(令和2年度)の医療分の税額である。医療分の最高限度額は市町村によらず一律で65万円である。（*のついた市町村は2017年度の税額)
|           | 均等割 | 平等割 | 所得割 （(所得-33万円)×） | 資産割 （固定資産税年額×） | モデルケース1 | モデルケース2 |
| --------- | ------ | ------ | ------------------------- | -------------------------- | ------------- | ------------- |
| 幌加内町* | 23,800 | 13,500 | 2.13%                     | 28.79%                     | 185,841円     | 66,481円      |
| 札幌市    | 17,750 | 32,020 | 9.46%                     |                            | 317,762円     | 179,372円     |
| 日野市    | 28,800 | 0      | 5.20%                     |                            | 233,240円     | 100,040円     |
| 富士市    | 24,000 | 19,200 | 6.4%                      | 8.0%                       | 268,480円     | 130,880円     |
| 豊田市    | 26,100 | 22,000 | 5.13%                     |                            | 242,851円     | 118,381円     |
| 広島市    | 25,399 | 26,837 | 7.89%                     |                            | 298,910円     | 155,123円     |
| 福岡市    | 21,814 | 22,020 | 7.82%                     |                            | 286,790円     | 150,968円     |

### 後期高齢者支援分
以下は2020年度(令和2年度)の後期高齢者支援分の税額である。最高限度額は市町村によらず一律で24万円である。（*のついた市町村は2017年度の税額)
|           | 均等割 | 平等割 | 所得割 （(所得-33万円)×） | 資産割 （固定資産税年額×） | モデルケース1 | モデルケース2 |
| --------- | ------ | ------ | ------------------------- | -------------------------- | ------------- | ------------- |
| 幌加内町* | 6,400  | 3,600  | 0.56%                     | 7.58%                      | 49,492円      | 17,672円      |
| 札幌市    | 5,730  | 10,330 | 3.09%                     |                            | 103,393円     | 58,393円      |
| 日野市    | 9,600  | 0      | 1.50%                     |                            | 72,450円      | 30,150円      |
| 富士市    | 9,600  | 8,400  | 2.3%                      |                            | 99,010円      | 49,510円      |
| 豊田市    | 6,800  | 65,00  | 1.8%                      |                            | 74,560円      | 37,960円      |
| 広島市    | 8,232  | 8,699  | 2.47%                     |                            | 97,696円      | 50,770円      |
| 福岡市    | 8,099  | 8,175  | 3.05%                     |                            | 109,806円     | 58,059円      |

### 介護保険分
以下は2020年度(令和2年度)の介護保険分の税額である。最高限度額は市町村によらず一律で17万円である。40歳から64歳の家族がいる場合に対象となる。（*のついた市町村は2017年度の税額)
|           | 均等割 | 平等割 | 所得割 （(所得-33万円)×） | 資産割 （固定資産税年額×） | モデルケース1 | モデルケース2 |
| --------- | ------ | ------ | ------------------------- | -------------------------- | ------------- | ------------- |
| 幌加内町* | 11,200 | 0      | 0.54%                     |                            | 34,658円      | 18,598円      |
| 札幌市    | 5,330  | 7,380  | 2.53%                     |                            | 75,471円      | 47,371円      |
| 日野市    | 12,300 | 0      | 1.5%                      |                            | 58,650円      | 32,850円      |
| 富士市    | 15,600 | 0      | 2.2%                      |                            | 81,140円      | 45,740円      |
| 豊田市    | 9,400  | 5,800  | 1.55%                     |                            | 59.785円      | 36,435円      |
| 広島市    | 8796   | 6,771  | 2.16%                     |                            | 73,395円      | 45,159円      |
| 福岡市    | 9,737  | 7,448  | 3.06%                     |                            | 96,384円      | 59,107円      |

### モデルケース
ケース1：夫婦2人(ともに40歳..64歳) ＋子供2人（未成年）、年収400万円（所得260万円）、家族全員の固定資産税額合計10万円
福岡市では医療分が
均等割額：21,814円×4人＝87,256円
平等割額：22,020円
所得割額：{260万円－33万円（基礎控除）}×7.82%＝177,514円
医療分の金額は合計で：286,790円
同様に後期高齢者支援分合計金額が109,806円となり
同様に介護保険分合計金額が96,384円 (二人が40..64歳)
全合計は492,980円となる

ケース2：独身女性の単身世帯、年収250万円（所得170万円）、固定資産税額0円
福岡市では
均等割額：21,814円×1人＝21,814円
平等割額：22,020円
所得割額：{170万円－33万円（基礎控除）}×7.82%＝107,134円
医療分の金額は合計で：150,968円
同様に後期高齢者支援分合計金額が58,059円となり
合計で209,027円となる。
被保険者が40-64歳である場合にはさらに介護保険分59,107円が付加される。

## 低所得者世帯の減免措置
低所得者世帯に対しては減免措置が講じられており、医療分、後期高齢者支援分、介護保険分のそれぞれに対し、（被保険者あたりの）均等割と（世帯あたりの）平等割が減免される。世帯の被保険者数に応じた3段階の所得基準額が定められ、これ以下の場合にそれぞれ7割、5割、2割が軽減される。
令和5年度においては
- 7割軽減基準額 : 基礎控除額(43万円)
- 5割軽減基準額 : 基礎控除額(43万円) + 29万円 × (被保険者数)
- 2割軽減基準額 : 基礎控除額(43万円) + 53.5万円 × (被保険者数)

なお、上記のモデルケースはいずれも所得が基準額より高く、軽減対象にならない。